# Лойперсдорф-бай-Фюрстенфельд
Лойперсдорф-бай-Фюрстенфельд (нем. Loipersdorf bei Fürstenfeld) — коммуна в Австрии, в федеральной земле Штирия. 
Входит в состав округа Фюрстенфельд.  Население составляет 1397 человек (на 31 декабря 2005 года). Занимает площадь 17,74 км².

## Политическая ситуация
Бургомистр коммуны — Херберт Шпирк (АНП) по результатам выборов 2005 года.
Совет представителей коммуны (нем. Gemeinderat) состоит из 15 мест.
- АНП занимает 11 мест.
- СДПА занимает 2 места.
- АПС занимает 2 места.